# Potomac Park (Kalifornia)
Potomac Park statisztikai település az USA Kalifornia államában, Kern megyében. Lakosainak száma 9164 fő (2020. április 1.).

## Népesség
A település népességének változása:

| 2020 | 9 164 |